# Oltarna menza
Oltarna menza (lat. mensa - stol) je dio oltara. Menza je ploča na gornjem dijelu oltara. Na njoj se služi misa. Menze su obično od kamena, no građene su i od drugih materijala.
Menza se pojavljuje u 4. i 5. stoljeću, kad oltar postaje kvadratična ploča. 
Od 11. stoljeća, iznad menze pojavljuje se, a od 14. stoljeća postaje uobičajena pojava da se iznad nje stavlja slika ili reljef (oltarna pala, retabl). Od 11. stoljeća također je sve češće da se menza s prednje strane ukrašuje antependijem. Slike vremenom postaju višedjelni (triptih, poliptih). Renesansno vrijeme donosi oltar od više elemenata, pri čemu u sredini menze i ispod glavne slike ili kipa biva tabernakul za smještaj hostija. 
Crkveno graditeljstvo od 16. stoljeća i poslije poznaje praksu ugradnje svetog kamena, tj. kamene ploče u kojoj su ugrađene moći mučenika (relikvije).